# Crook County (Oregon)
Crook County ist ein County im Bundesstaat Oregon der Vereinigten Staaten. Das U.S. Census Bureau hat bei der Volkszählung 2020 eine Einwohnerzahl von 24.738 ermittelt. Der Sitz der Countyverwaltung (County Seat) ist Prineville.

## Geographie
Das County hat eine Fläche von 7732 Quadratkilometern; davon sind 21 Quadratkilometer (0,27 Prozent) Wasserfläche.

## Geschichte
Das County wurde am 24. Oktober 1882 gegründet und nach George Crook benannt, einem General der Unionsarmee.
Sechs Bauwerke und Stätten des Countys sind im National Register of Historic Places (NRHP) eingetragen (Stand 8. Juni 2018).

## Demografische Daten

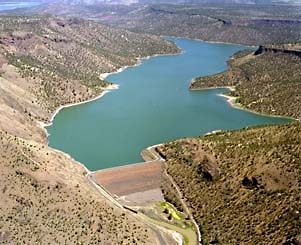
Der Arthur R. Bowman Dam am Crooked River

Nach der Volkszählung im Jahr 2000 lebten im County 19.182 Menschen. Es gab 7354 Haushalte und 5427 Familien. Die Bevölkerungsdichte betrug 2 Einwohner pro Quadratkilometer. Ethnisch betrachtet setzte sich die Bevölkerung zusammen aus 92,95 % Weißen, 0,04 % Afroamerikanern, 1,30 % amerikanischen Ureinwohnern, 0,43 % Asiaten, 0,03 % Bewohnern aus dem pazifischen Inselraum und 3,81 % Prozent aus anderen ethnischen Gruppen; 1,43 % stammten von zwei oder mehr ethnischen Gruppen ab. 5,64 % der Bevölkerung waren spanischer oder lateinamerikanischer Abstammung.
Von den 7354 Haushalten hatten 32,30 % Kinder und Jugendliche unter 18 Jahre, die bei ihnen lebten. 61,50 % waren verheiratete, zusammenlebende Paare, 8,20 % waren allein erziehende Mütter. 26,20 % waren keine Familien. 21,30 % waren Singlehaushalte und in 9,50 % lebten Menschen im Alter von 65 Jahren oder darüber. Die Durchschnittshaushaltsgröße betrug 2,57 und die durchschnittliche Familiengröße lag bei 2,96 Personen.
Auf das gesamte County bezogen setzte sich die Bevölkerung zusammen aus 26,60 % Einwohnern unter 18 Jahren, 7,50 % zwischen 18 und 24 Jahren, 25,50 % zwischen 25 und 44 Jahren, 25,70 % zwischen 45 und 64 Jahren und 14,70 % waren 65 Jahre alt oder darüber. Das Durchschnittsalter betrug 39 Jahre. Auf 100 weibliche Personen kamen 99,40 männliche Personen, auf 100 Frauen im Alter ab 18 Jahren kamen statistisch 97,30 Männer.

Das jährliche Durchschnittseinkommen eines Haushalts betrug 35.186 USD, das Durchschnittseinkommen der Familien betrug 40.746 USD. Männer hatten ein Durchschnittseinkommen von 32.166 USD, Frauen 22.580 USD. Das Prokopfeinkommen betrug 16.899 USD. 11,30 % der Bevölkerung und 8,10 % der Familien lebten unterhalb der Armutsgrenze. 13,90 % davon waren unter 18 Jahre und 8,10 % waren 65 Jahre oder älter.